# Елисеенково (Сумский район)
Елисеенково (укр. Єлисеєнкове) — село, Садовский сельский совет, Сумский район, Сумская область, Украина.
Код КОАТУУ — 5924786802. Население по переписи 2001 года составляло 81 человек.

## Географическое положение
Село Елисеенково находится на берегу реки Стрелка, выше по течению на расстоянии в 1,5 км расположено село Шапошниково, ниже по течению примыкает село Любачево.
Рядом проходят автомобильные дороги Н-07, Н-12 и Т-1909.